# Beto Almeida
Roberto de Almeida (* 5. April 1955 in Porto Alegre), auch bekannt als Beto Almeida, ist ein ehemaliger brasilianischer Fußballtrainer.

## Karriere
1998 wurde Almeida beim japanischen Zweitligisten Kawasaki Frontale als Trainer eingestellt. 1998 wurde er mit dem Verein Vizemeister der zweiten Liga. 2006 wurde Almeida Trainer der Porto Alegre FC. Almeida trainierte später etliche Vereine, dabei so namhafte wie EC Juventude, Centro Sportivo Alagoano und Agremiação Sportiva Arapiraquense.